# Vriesea revoluta
Vriesea revoluta là một loài thuộc chi Vriesea. Đây là loài đặc hữu của Brasil.